# 제이슨 미첼
제이슨 미첼(Jason Mitchell, 1987년 1월 5일 ~ )은 미국의 배우이다. 2015년 영화 《스트레이트 아웃 오브 컴턴》에서 Eazy-E 역할로 잘 알려져 있다.

## 작품 목록
- 콩: 스컬 아일랜드